# Port d’Owendo
Le port d'Owendo est un port situé dans le quartier d'Owendo à Libreville au Gabon. 

## Description
L’infrastructure mise en service en 1974,  comprend quatre unités,.

### Port de commerce
Le port de commerce est doté d'un quai dit GPM de 450 mètres de long sur 70 m de large. 
Mis en service en 1979, le port grumier est destiné à faciliter le transit des bois exploités au sein de la ZAC ou acheminés par le Transgabonais.
Mis en service en 1986, un linéaire d’accostage de 150 mètres est venu prolonger le quai initial. Ce poste permet le déchargement sécurisé de tous les hydrocarbures liquides et gazeux provenant de Port-Gentil. 
Au total, l’ouvrage d’accostage compte 4 postes à quai de tirants d’eau variables. 
Le poste 1, offrant une profondeur de 11 mètres après le dragage, reçoit les navires-porte-conteneurs. 
Le poste 2, doté d’un faible tirant d’eau (autour de 6 mètres) du fait de la concentration de l’envasement, est dédié aux chalutiers.
Le poste 3 qui atteint 11 mètres de profondeur après le dragage accueille les vraquiers.
Le poste 4, avec 10 mètres de tirant d’eau, permet le trafic d’hydrocarbures.

### Port minéralier
Mis en service en décembre 1988, le port minéralier permet l’exportation du minerai de manganèse de Moanda. 

### Port de conteneurs
Mis en service en mai 2017, le port de conteneurs à une superficie de 18 hectares avec 720 mètres de quai dont 300 mètres dédiée à la pêche et à l’exportation de bois débités.
La plate-forme comprend une aire de stockage de marchandises générales, 8 silos à grains d’une capacité de 10 000 tonnes, 5 cuves de stockage d’huile de palme de 8 000 tonnes de capacité. S’y ajoutent un hangar, une station-service, un scanner, 2 portiques, 3 grues mobiles sur pneumatique, 4 grues à portique sur pneus en caoutchouc.

### Nouveau port minéralier
Le nouveau port minéralier est aménagé à environ 2,96 kilomètres en aval de l’infrastructure concurrente de la Compagnie minière de l'Ogooué, la filiale du groupe ERAMET. 
Composé d’un quai de 170 mètres de long et 4 mètres de profondeur, il est à la disposition des petits exploitants miniers qui ne pouvaient utiliser l’unique terminal géré par la COMILOG. 
Il couvre une superficie de 45 hectares gagnés sur l’eau et est composé de deux terminaux. Le premier, de 25 hectares, est affecté aux minerais, alors que le second est un terminal polyvalent de 20 hectares dédié aux agrégats et à certains produits issus de la transformation du bois. 
L'ensemble est relié à un embranchement ferroviaire de 1,5 kilomètre de long, à une zone de stockage pour les minerais, aux voies d’accès multimodales, au réseau électrique, au poste de transformation et au réseau de fibre optique.

## Gestion du port
Le port d'Owendo est géré par la Gabon Special Economic Zone (GSEZ) – filiale détenue à 40,5 % par Olam et à 38,5 % par l’État gabonais.
GSEZ concède l’ensemble des activités conteneurisées à son partenaire Bolloré Africa Logistics.
Le port d’Owendo est le port le plus performant de la zone Cemac (Cameroun, Congo, Gabon, Guinée Équatoriale, RCA, Tchad) en 2021 selon la deuxième édition de l’indice mondial de performance des ports à conteneurs (CPPI).